# Zagórze (Judasze)
Zagórze – część wsi Judasze w Polsce, położona w województwie świętokrzyskim, w powiecie jędrzejowskim, w gminie Wodzisław.
W latach 1975–1998 Zagórze administracyjnie należało do województwa kieleckiego.